# Apprimus Wissenschaftsverlag
Der Apprimus Wissenschaftsverlag ist ein deutscher Wissenschaftsverlag für Fachpublikationen mit Sitz in Aachen. Er wurde 2008 als Verlag des Instituts für Industriekommunikation und Fachmedien an der RWTH Aachen gegründet. Nach eigenen Angaben liegen die Schwerpunkte der Verlagsarbeit im Wissenstransfer zwischen Forschung und Industrie sowie der Unterstützung der Publikationsaktivitäten innerhalb des Hochschulumfelds.
Der Verlag ist Mitglied in der Arbeitsgemeinschaft der Universitätsverlage.

## Verlagsprogramm
Vorwiegend werden Studien, Dissertationen, Forschungsberichte, Tagungsbände und Lehrmaterialien in gedruckter und elektronischer Form publiziert. Aufgrund einer Partnerschaft mit dem Werkzeugmaschinenlabor WZL der RWTH Aachen und dem Fraunhofer IPT lassen sich die meisten Publikationen thematisch der Produktionstechnik zuordnen, jedoch zählen mittlerweile auch Publikationen aus den Natur- und Geisteswissenschaften sowie interdisziplinäre Veröffentlichungen zum Verlagsprogramm.

## Bekannte Autoren und Herausgeber
- Walter Eversheim
- Klaus Graf (Historiker)
- Reimund Neugebauer
- Eva-Maria Jakobs
- Günther Schuh (Ingenieur)
- Achim Kampker

## Partner
- Werkzeugmaschinenlabor WZL der RWTH Aachen
- Fraunhofer-Institut für Produktionstechnologie
- WZLforum
- Lehr- und Forschungsgebiet Textlinguistik & Technikkommunikation der RWTH Aachen
- KEX AG
- Aachener Werkzeugbau Akademie (WBA)